# Yellow House
Yellow House è il secondo album discografico del gruppo musicale statunitense Grizzly Bear, pubblicato nel settembre 2006 dalla Warp Records. 

## Il disco
Prodotto dal bassista e polistrumentista Chris Taylor, il disco è stato registrato nel luglio 2005. Il titolo si riferisce alla casa del madre di Ed Droste, voce della band, in cui sono state effettuate la maggior parte delle registrazioni. Si tratta inoltre del primo disco a cui partecipa Daniel Rossen, nelle vesti di cantante e chitarrista, nonché autore insieme agli altri membri del gruppo.

## Tracce
1. Easier – 3:43
2. Lullabye – 5:14
3. Knife – 5:14
4. Central and Remote – 4:54
5. Little Brother – 6:24
6. Plans – 4:16
7. Marla – 4:56
8. On a Neck, On a Spit – 5:46
9. Reprise – 3:19
10. Colorado – 6:14

## Formazione
Grizzly Bear
- Ed Droste - voce, tastiere, autoharp, chitarra
- Daniel Rossen - voce, chitarra, banjo, piano
- Christopher Bear - batteria, cori, xilofono, lap steel, glockenspiel
- Chris Taylor - clarinetto, flauto, cori, tastiere, basso, elettronica

Collaboratori
- G. Lucas Crane - tapes
- Owen Pallett - archi
- John Marshman - archi